# Carl Wilhelm Christiaan Theodoor Visser
Carl Wilhelm Christiaan Theodoor Visser (Workum, 7 februari 1850 – Den Haag, 9 augustus 1934) was een Nederlands burgemeester.
In 1880 begon hij zijn burgemeesterscarrière als eerste burger van de toenmalige Friese gemeente Hemelumer Oldephaert en Noordwolde en in 1883 volgde zijn benoeming tot burgemeester van Wonseradeel. In 1901 werd hij burgemeester van de Zuid-Hollandse gemeente Alphen en vanaf 1916 was hij daarnaast waarnemend burgemeester van Oudshoorn. Alphen werd op 1 januari 1918 samengevoegd met de gemeenten Aarlanderveen en Oudshoorn tot de nieuwe gemeente Alphen aan den Rijn waarvan hij de burgemeester werd tot zijn pensionering in 1923. Begin augustus 1934 overleed hij op 84-jarige leeftijd in Den Haag waarna zijn stoffelijk overschot in Alphen aan den Rijn begraven werd. In die plaats is een park naar hem vernoemd: het Burgemeester Visserpark.